# A kutya betegségei
A kutyákat a legtöbb daganatos és degeneratív betegség ugyanúgy fenyegeti, mint az embereket, ezzel szemben a fertőző megbetegedéseik többsége fajspecifikus. A többi háziállathoz hasonlóan a kutyát is több fertőző, valamint genetikai betegség fenyegeti, de ezek nagy része szűréssel, oltással és megfelelő tartással megelőzhető.

## Betegségre utaló tünetek
A kutya egészségének megromlását leghamarabb a viselkedésén lehet észrevenni. Ilyenkor levertnek és zárkózottnak látszik, és kevesebbet mozog, mint máskor. Megváltozhat az étvágya is: olykor javul, máskor romlik. Általánosságban kijelenthető, hogy a mozgékony, eleven, érdeklődő, láztalan, normálisan evő, ivó, székelő és vizelő, csomóktól, szőrhiányoktól mentes, normál testalkatú kutya valószínűleg egészséges, de a tünet megjelenése esetén azonnali, tünet nélkül félévente esedékes orvosi vizsgálat elvégzése nálunk is szükséges.
- A betegségről árulkodik a láz. A kutya normális testhőmérséklete 38 – 39 °C a végbélben mérve. A testhőmérséklet azonban nem csak betegségtől, hanem szaladgálástól, vagy egyéb természetes folyamatoktól is megemelkedhet. A kutyák hőleadása sokkal gyengébb az embernél, ezért nyári melegben egészséges állatok is nagyon gyorsan túlhevülhetnek.[2] Általánosságban 39,5 °C egyértelműen hőemelkedés, 40 °C láz, 41 °C már igen magas láz. 42 fok feletti láz önmagában is életveszélyes a kutya számára. A hirtelen, magas lázak általában heveny betegségekre utalnak, a hullámzó hőemelkedések hátterében gyakran krónikus betegségek állnak.
- Az étel visszautasítása alkalmilag bármely kutyánál előfordulhat. Ha egyéb tünet is társul mellé (pl. láz, hányás, hasmenés, stb.), vagy több napig tart, az már betegségre utalhat. Olyan betegség is van, ami az étvágy fokozódásával jár (pl. cukorbetegség, Cushing-szindróma).
- A hányás, hasmenés egyetlen alkalommal, egyéb tünet híján többnyire nem veszélyes, de sorozatosan már egyértelműen betegségre utal.
- A kutya viselkedésének hirtelen megváltozása (pl. visszahúzódás, kedvetlenség, gyakori elfekvés, támolygás, sántikálás) gyakran heveny betegségre utal.
- A vizelet mennyiségének, állagának, színének a megváltozása is betegségre utalhat. A vizelet mennyiségének a nagyfokú csökkenése, vagy a teljes vizeletkimaradás azonnali kezelést igénylő vészhelyzet, akárcsak a színének vörössé, vagy barnává válása is. A vizeletkimaradás veseleállásra, a vörössé válás vérre, a megbarnulás, megfeketedés babéziózisra utal.
- A kutya testén megjelenő duzzanatok, csomók, szemölcsők, szőrhiányok megjelenése, az alkat hirtelen megváltozása szintén betegségre utalhatnak(pl. a has gyors megnövekedése hasvízkórra, vagy hemangioszarkómára). Az emlőkben megjelenő, előbb apró, majd növekedő csomók emlődaganatra utalhatnak.

## Top 10 kutya betegség[3]
1. Szívférgek
2. Hányás és hasmenés
3. Elhízás
4. Fertőző betegségek
5. Kennel köhögés
6. Alsó húgyúti megbetegedések
7. Fogbetegségek
8. Bőrproblémák
9. Törött csontok
10. Rák

## Fertőző betegségek

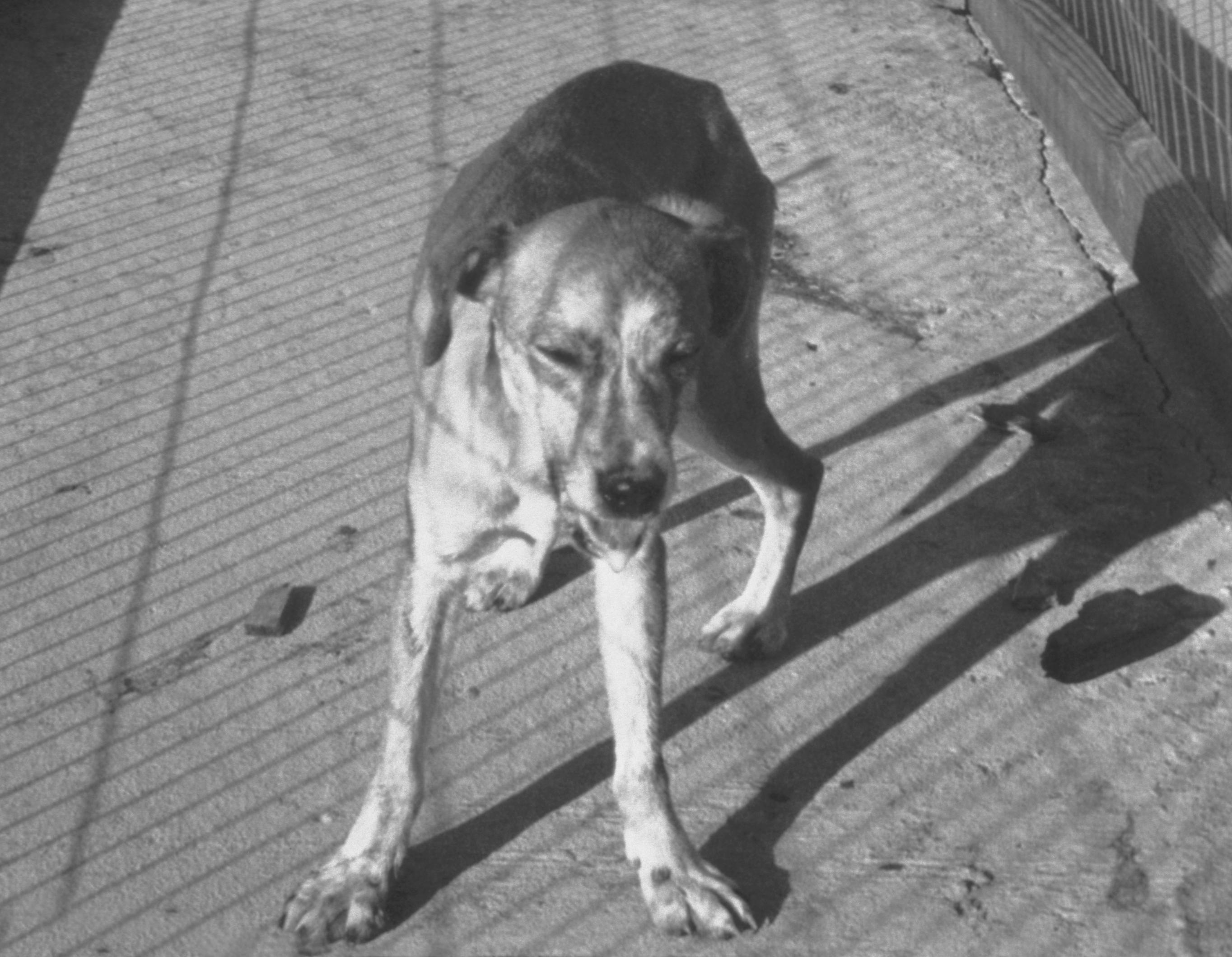
Veszett kutya

A kutya – különösen kölyökkorban – ki van téve a fertőző betegségeknek, ezért kell elkezdeni a kutya oltási programját már nyolc hetes korban. Tanácsos a veszettség, valamint az egyéb kutyabetegségek elleni kombinált oltások rendszeres beadása.
- A veszettség halálos, emberre is átterjedő idegrendszeri betegség, amit vírus okoz. A veszettség elleni oltás Magyarországon kötelező, emiatt a veszettség városi környezetben csak nagyon ritkán fordul elő.
- Az Aujeszky-betegség (álveszettség) tünetei az agresszivitást leszámítva megegyeznek a normál veszettségével, a kitört betegség minden esetben halálos. Okozója nyers sertéshús fogyasztása és vírushordozó sertésekkel, azok bármely testnedvével való érintkezés. Nyersen tartósított kolbászok, szalámik, szalonnák is tartalmazhatják a vírust. Emberre nem terjed át, védőoltás nincs, egyetlen lehetőség a megelőzés.
- A parvo[5] a macskák hasonló megbetegedést okozó vírusának mutálódásával került át a kutyákra, a védőoltás elterjedéséig rengeteg áldozatot szedett. Súlyos fokú véres-nyákos hasmenéssel, a hasnyálmirigy gyulladása esetén hányással, többnyire lázzal, vagy éppen alacsony testhőmérséklettel jár. A kialakult betegséget csak tünetileg lehet kezelni. Ha egyidőben támad a coronavírussal, a halálozása igen magas. A betegség veszélyessége miatt a védőoltás elengedhetetlen.
- A szopornyica[6] egy régóta ismert, vírus által okozott (Kutya morbillivírus, CDV), lázzal járó kutyabetegség, ami elsősorban a néhány hónapos kutyákra veszélyes. Megelőzése védőoltással lehetséges.
- A coronavírusos bélgyulladás[7] elsősorban a fiatal kutyák betegsége, de ritkán a felnőtt kutyákat is megfertőzheti. Csak 1998 óta tudjuk, hogy a kórokozó a macskák hasonló vírusának egy mutációja. A tünetek: étvágytalanság, hasmenés, hányás, de a parvovírushoz képest sokkal enyhébb lefolyású és kevésbé rosszindulatú megbetegedés, a hasmenés miatti kiszáradás veszélyeztetheti a kutya életét. Megelőzése védőoltással lehetséges.[8]
- A kennelköhögés szindrómát egy sor különböző kórokozó is előidézheti a csoportosan tartott kutyáknál.[9] Általában jól gyógyítható, azonban társaságba, például kutyaiskolába[10] járó kutyáknál, vagy csoportos sétáltatás esetén célszerű az állatot oltás, vagy orrspray segítségével immunizálni.
- A fertőző májgyulladás (Rubarth-kór) az egész világon előforduló vírusos betegség. Laboratóriumi vizsgálatok szerint a felnőtt kutyák 80%-a tünetmentesen átvészelte a betegséget, azonban a legyengült állatok között sok áldozatot szed. A betegség nem azonos az azonos nevű emberi betegséggel.[11]

## Kullancs által terjesztett betegségek
Kihangsúlyozandó, hogy bolhák, tetvek, atkák, kullancsok, férgek ellen bármilyen háztartási rovarirtószer alkalmazása, valamint ezek ellen kutyák számára készült szerek macskákon való alkalmazása szigorúan tilos, életveszélyes mérgezést válthat ki.
- A babesiosis[12] lappangási ideje 3–7 napos, ezt igen magas láz, gyors kondícióromlás, megsötétedő vizelet, majd kezeletlen esetekben 1-3 napon belül az állat elpusztulása követ. A kórokozója egy a kutya vörösvértestjeit megtámadó egysejtű parazita, kullancsok terjesztik. Hatásos gyógyszer van rá, de a kezelést az első gyanús tünet megjelenésekor azonnal meg kell kezdeni. Megelőzése kullancsellenes készítményekkel és a kullancsok a kutyából naponta történő eltávolításával lehetséges.
- A Lyme-kór baktériumait szintén kullancsok terjesztik. Mivel tünetei nem specifikusak, csak vérvizsgálattal diagnosztizálható. Nehezen gyógyítható, és sokszor jár szövődményekkel. Megelőzése mint feljebb. Védőoltás van ellene, de hatása kétséges.

## Féregfertőzések

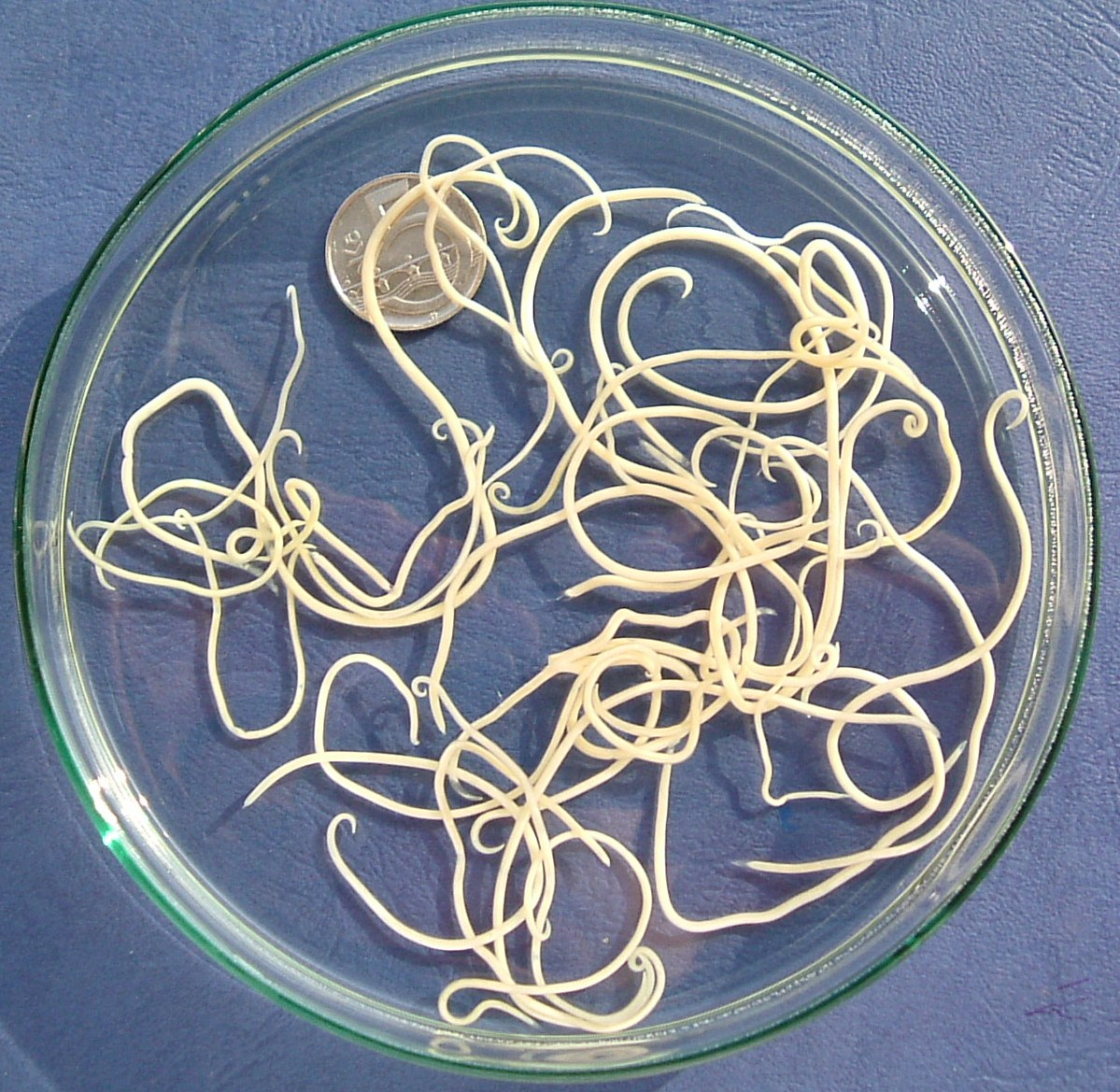
Toxocara canis

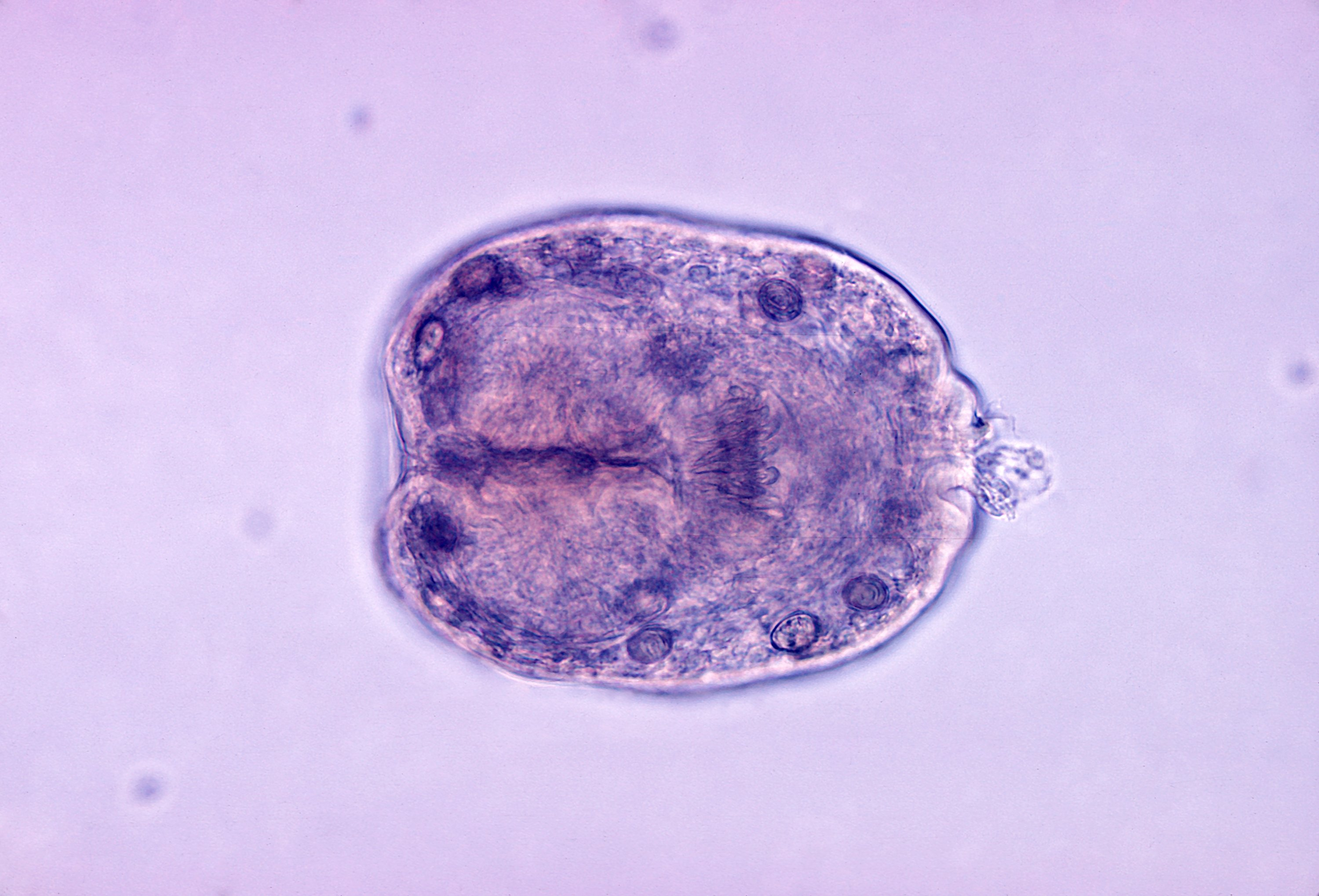
Echinococcus granulosus feje

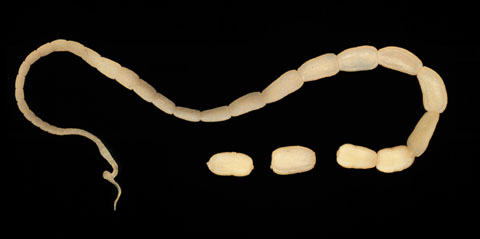
Dipylidium caninum

- A toxokariázis a Toxocara canis[13] nevű hengeresféreg által okozott betegség. Az élősködő a kutyák között világszerte elterjedt, s ebben közrejátszik az is, hogy a vemhes szuka a méhlepényen keresztül a magzatoknak is átadja a fertőzést, valamint a féreg a szoptatás során is átjuthat a kölykökbe. A parazita az állat bélcsatornájában él, a peték az ürülékkel jutnak ki a külvilágba. A peték ezt követően tovább fejlődnek a talajban, és egy hónapon belül fertőzőképessé válnak.
- A kutyagalandféreg (Echinococcus granulosus) is a kutyák belében szaporodik, s a peték a bélsárral ürülnek. A természetben a juhok és más állatok fertőződnek meg a petékkel szennyezett füvet lelegelve, és a lárva különböző szervekben telepszik meg, várva, hogy egy kutyaféle megegye a gazdaállatot, így átjuthasson annak bélcsatornájába.
- A Dipylidium caninum[14] a kutyaürülékben találhatók, ahol ezeket a bolhalárvák elfogyasztják, s bennük fejlődik ki a féreglárva. Tisztálkodásuk során a kutyák (és a macskák) lenyelik a fertőzött rovarokat, és így a féreglárvák a bélcsatornába jutnak, ahol ivaréretté válnak.
- A bőrférgesség szúnyogcsípés által terjed. A bonyolult életciklusú féreg petéje a szervezetbe jutva előbb úgynevezett mikrofiláriaként fejlődik, a vérből ekkor már kimutatható, kipusztítása ekkor még könnyű. A kifejlett bőrféreg kis műtéttel távolítható el. Megelőzésképpen nyakra csöpögtethető féregellenes spot oldatok alkalmazhatók, ezek többsége a kullancsok, bolhák, atkák, tetvek ellen is hatásos.

### Szívférgesség
A szívférgesség a kutyák legveszélyesebb féregbetegsége. Megelőzése és korai stádiumban a gyógyítása könnyű, a kifejlődött betegség kezelése igen nehéz. A szívférgesség Magyarországon korábban gyakorlatilag ismeretlen volt, de a klímaváltozás hatása miatt 2010 óta lassan, de folyamatosan terjed, egyre több az igazolt megbetegedés. Szúnyogcsípés útján terjed, a féreg életciklusa hasonló a bőrféregéhez. Kifejlett állapotban a szív üregeiben és a tüdőartériákban telepszik meg, olykor igen nagy számban. A nőstény féreg hossza a 40 centimétert is elérheti. Tünetileg fáradtságot, köhögést, szívelégtelenséget okoz, a megbetegedett állatok szinte mindegyike előbb-utóbb elpusztul.
A szívférgesség megelőzésére többek között nyakra csöpögtethető féregellenes spot on folyadékok alkalmazhatók. A kifejletlen miniférgek, az úgynevezett mikrofiláriák a vérből kimutathatók, kiirtásuk ekkor még könnyű.
A kifejlett férgeket szív ultrahang vizsgálattal lehet kimutatni. A férgek gyógyszeres kiirtása viszont többnyire lehetetlen, mivel elpusztulva és a szívből elsodródva tüdőembóliát okozhatnak. A szívféreg műtéti eltávolítása a nyaki vénán ejtett vágáson keresztül történik, a férgeket egyenként húzzák ki egy speciális fogóval. A műtét igen komoly, nem rutineljárás.
A fertőződés esélye, végzetes következményei, a gyógyítás nehézsége miatt a kutyákat célszerű kora tavasztól késő őszig megelőző készítményekkel kezelni, ezek többsége a bőrférgek, kullancsok, bolhák, tetvek, atkák ellen is hatásos. Az évenkénti állatorvosi féregszűrés is nagyon ajánlott.

## Daganatos megbetegedések
A kutyát a legtöbb, embernél is tapasztalható daganatos betegség érintheti.
- Emlődaganat. Szuka kutyáknál igen gyakori betegség. Az emlőkben, főleg az alsó négyben előbb apró, borsszemnyi, majd lassabban-gyorsabban növekedő csomó, vagy csomók jelenhetnek meg. Elhanyagolt esetben akár almányi méretre is nőhetnek. Minél előbb történik a kezelés, annál nagyobb az esély a teljes gyógyulásra. Megelőzését a minél korábbi ivartalanítás, az emlők havi rendszerességű átvizsgálása jelenti.
- Hemangioszarkóma. A kutyák gyakori érrendszeri daganata. Igen rosszindulatú, rendkívül gyorsan ad áttéteket. Jelentkezhet egy bőrfelszíni sötét szemölcs formájában, ez a változat kezelhető a legkönnyebben. A másik változat a bőr alatti duzzanat, mely vérrel van teli, hatalmasra is megnőhet. Harmadik fajtája a belső szerveket megtámadó, szintén vérrel teli duzzanat. Utóbbi kettő kezelhetősége alacsony, túlélési ideje csak néhány hét.
- Szájüregi daganatok. A szájüreg belsejében bárhol előbb apró, nem gyógyuló sebecske keletkezik, majd gyors ütemben növekvő, fekélyes daganattá változik. Könnyen észrevehető korai tünete nincs, később nehézkes evés, nyálzás, szájvérzés, majd a száj eltorzulása jelentkezik. A legkorábbi stádiumban még jó eséllyel gyógyítható. Az időbeni felismerés végett az állat szájának rendszeres és alapos átvizsgálása, a száj belsejében bárhol, akár a nyelv alatt is talált apró sebecskék alapos megvizsgáltatása szükséges. Szövettani eltérés esetén a kezelést azonnal meg kell kezdeni.

## Egyéb gyakori betegségek és kóros állapotok

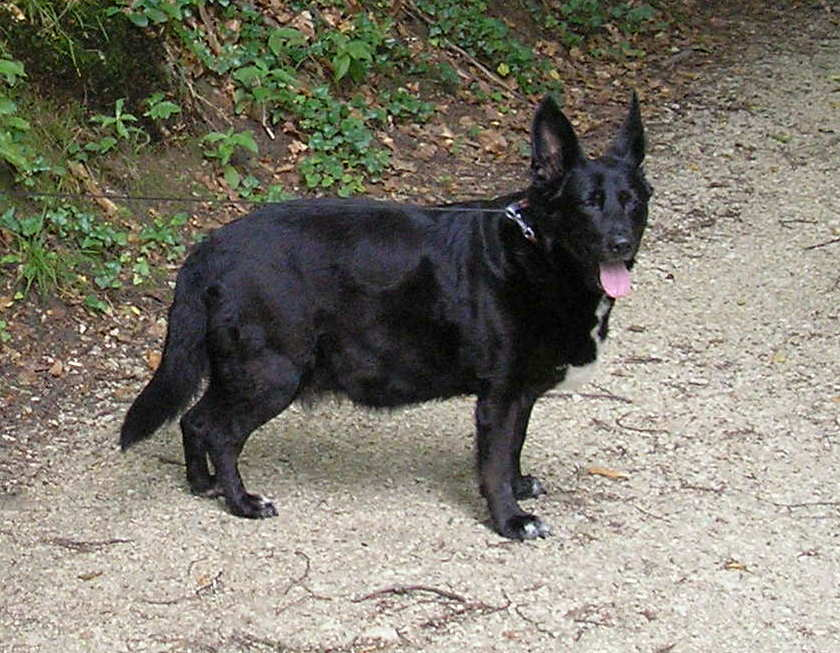
Cushing-szindrómás kutya tipikus megereszkedett hassal és fartáji zsírfelhalmozódással

- Hasnyálmirigy-gyulladás. Gyakori megbetegedés. Többnyire a helytelen, zsírdús táplálás, elhízás okozza. A heveny gyulladás az életet veszélyeztető állapot. Tünetei közé tartozhat a hányás, hasmenés, láz, étel visszautasítása, elesett állapot. Az elviselhetetlen fájdalom miatt a kutya a hátát felpúpozva próbál menni, mintha székelni akarna. A heveny gyulladás sokszervi elégtelenséget, pl. veseleállást okozhat. Azonnali gyógykezeléssel jó eséllyel gyógyítható, de utána teljes étrendváltás szükséges a kiújulások elkerülésére.
- Cushing-szindróma. Gyakori hormonális megbetegedés, mely elhízást, szőrhullást, a bőr elvékonyodását, magas vérnyomást, fokozott étvágyat, vízivást, vizelést, valamint számos egyéb tünetet okoz. Elmosódott tünetei miatt sokszor nehéz diagnosztizálni. Többnyire nem gyógyítható, de korszerű gyógyszerekkel jól kezelhető. Kezeletlenül az életminőség súlyos megromlását, szövődményeket, az állat korai elpusztulását okozhatja.
- Méhgyulladás, gyakori betegség, mely elsősorban a gyakran álvemhes szukákat veszélyezteti. Elesett állapot, hastáji fájdalom, hányás, a hüvelyből távozó gennyes váladék, láz lehetnek a főbb tünetei. Enyhe esetben gyógyszerrel kezelhető, súlyos esetben műtétre van szükség. Ivartalanítással nagy eséllyel megelőzhető.
- Cukorbetegség, mely azonos az embernél előforduló betegséggel. Nem megfelelő táplálás, elhízás, korábban megtörtént hasnyálmirigy gyulladás, Cushing-szindróma, valamint ismeretlen okok is állhatnak a háttérben. Kezelése hasonló az emberéhez.
- Toklász okozta problémák. Az egérárpa nyílhegyhez hasonló termése befúródik a kutya bőrébe, majd onnan hosszan elvándorolhat. Fájdalmat és tályogot okozhat, eltávolítása sokszor csak műtétileg lehetséges. Befúródhat a köröm mellett, a szemnél, vagy az orrba beszippantva is. Utóbbi tünete a nem múló, szünet nélküli tüsszögés és a véres orrváladék. Szerencsés esetben hátra vándorol és a kutya lenyeli, rosszabb esetben az orrmelléküregbe is kerülhet, gyulladást okozva. Ekkor már csak komoly műtéttel távolítható el. Megelőzése a kert gyakori nyírása, a kutyát nem szabad az egérárpa érésekor gazos területre engedni, a toklászokat maradéktalanul el kell a szőrről távolítani.
- Túlhevülés. Noha nem valódi betegség, igen komoly következményei lehetnek. A kutya lényegesen gyengébb hőleadási képességgel rendelkezik, mint az ember. Izzadni gyakorlatilag nem képes, ezt a lihegéssel pótolja. Nyári melegben a napra kikötve akár negyed óra alatt is bekövetkezhet a túlhevülés, ez napon álló zárt autóban néhány perc alatt is megtörténhet. Zavartság, zaklatott lihegés, vörös nyelv, tág pupillák, hányás, görcsök, kóma lehetnek a legfőbb tünetei. Azonnali vízadásra és gyors lehűtésre van szükség, de jéghideg vízzel ez semmiképpen nem történhet. Sokkos és görcsös állapotban mindenképpen orvosi segítség szükséges.

## Idegen testek lenyelése
A kutyák falánk állatok, hajlamosak számukra veszélyes csontok, labdák, textildarabok, a legkülönfélébb tárgyak lenyelésére.
A kutya lenyelhet teniszlabdát, textildarabot, fadarabot, cipőbetétet, kukoricacső-darabot, de akár varrótűt is, cérnával a végén. Ha a tárgy a gyomorban elakad, az állat többnyire megpróbálja kihányni, ez sokszor sikerül is. Orvosnál először szintén hánytatással próbálkoznak, végső esetben gyomormetszéssel kell eltávolítani a tárgyat. Ha az idegen tárgy továbbhaladt, mérete nem túl nagy, van esély rá, hogy természetes úton a széklettel távozik. Ha a bélben elakad, vagy átfúródást okoz, akkor műtétre van szükség (jobb esetben elég a bélmetszés, azonban ha már elhalt a szövet, akkor az adott bélszakaszt el kell távolítani). Megelőzése a veszélyes tárgyak távol tartása a kutyáktól.

## Veszélyes ételek
A kutyák egészségét számos, emberre teljesen ártalmatlan étel veszélyeztetheti, van ami belső sérüléseket, van ami mérgezést okozhat. Mivel a kutyák többsége falánk, a számukra ártalmas ételeket és italokat tőlük elzárva kell tartani.
Az ismertebb veszélyes ételek, mint a csokoládé, a koffeintartalmú italok, az alkohol, a hagyma, a gomba és az élesztő veszélyein túl mind újabb, az embereknél szokásos ételről-italról derül ki, hogy a kutyát már viszonylag kis mennyiségben is megbetegíti. Ilyen például a szőlő és a mazsola által okozott mérgezés, aminél egyelőre nem ismeretes, hogy melyik összetevő ártalmas. Szőlőből fél kilogramm, mazsolából 10 deka már súlyosan, akár végzetesen megbetegíthet egy közepes méretű kutyát, veseleállást okozva. Megjegyzendő, hogy a kutyák egy része teljesen immunis a szőlőmérgezésre.
A csokoládé annál veszélyesebb, minél magasabb a kakaótartalma. A tejcsokoládé kevésbé ártalmas, de keserű csokoládéból 10 deka akár végzetes lehet egy kis termetű kutyára.
Gyümölcsöknél vigyázni kell, hogy a kutya nagyobb magokat ne nyelhessen le. Néhány gyümölcsfajta magja szétrágva mérgező is lehet, pl. alma, szilva, barack és körte.
A csirkeláb és a csirkeszárny csöves csontja szilánkosan törik, megsebezheti a kutya száját, és a bélbe kerülve is sérüléseket okozhat. Egyes kutyák gond nélkül eszik, mások akár egyetlen fogyasztás után életveszélybe kerülhetnek. Csöves liba- és pulykacsont adása végképp kerülendő. A halszálkák ugyanolyan veszélyesek a kutyákra, mint az emberekre.
A krumpli ballasztanyagként szolgál. Noha nem mérgező, nem tudják megemészteni a benne található keményítőt, ezért kerülni kell a kutyák burgonyával, valamint káposztával és hüvelyesekkel történő etetését.

A legfontosabb veszélyes, valamint tilalmas ételek:
- csokoládé, főleg a keserű csokoládé. Egy kisebb kutyának 10 deka keserű csokoládé már életveszélyes lehet. Konkrét ellenanyag nincs, hánytatással és tüneti kezeléssel lehet próbálkozni. Csekély mennyiségű (1-2 kis kocka)tejcsokoládé, vagy kakaós tejtábla többnyire még nem okoz panaszt. Ügyelni kell, hogy nem csak a csokoládé, hanem minden kakaó tartalmú étel veszélyes lehet, pl. torták, sütemények, puding, stb.
- hagyma, fokhagyma, főként nyersen.
- avokádó, egyáltalán nem adható.
- szőlő és mazsola. Néhány szem szőlő többnyire még nem okoz panaszt, egy nagyobb fürt akár halálos is lehet. Sok kutya immunis a szőlőmérgezésre.
- nyers lazac, halálos baktériumfertőzést okozhat.
- minden koffein tartalmú étel és ital, tea, kávé, kakaó, csokoládé, energiaitalok, stb.
- minden alkohol tartalmú étel és ital.
- makadámdió, egyáltalán nem adható.
- nyírfacukor (xilitol), sok diétás termékben megtalálható, szigorúan tilalmas. Fogyasztása esetén fél órán belül életveszélyes vércukorszint-csökkenés áll be, azonnali orvosi kezelés szükséges.
- gomba, ember számára ehető gombát se adjunk a kutyának.
- nyers tojás, nyers hús, mindkettő veszélyes fertőzést okozhat.
- nyers sertéshús, halálos Aujeszky-betegséget okozhat. Ugyanez vonatkozik a nyersen tartósított sertéshúsokra, pl. füstölthús, füstöltszalonna, kolbász, szalámi, stb. Sertéshúst vagy belsőségeket tartalmazó étel csak alapos főzés után adható. Ugyanez a sertéscsontra is vonatkozik.
- csirke, a kutyák többsége számára ártalmatlan, de egy részük allergiás rá.
- nyers tészta, a gyomorban megkelve komoly zavarokat okozhat.
- fűszerek, ételízesítők, sütőpor, szódabikarbóna.
- noha a kutyák közhelyszerűen szokásos étele a csont, csak megválogatva és módjával adható. A szilánkosan törő baromficsontok és egyben lenyelhető egyéb csontok adása kerülendő. Sok csont evése igen erős székrekedést okozhat, főként idősebb kutyáknak. Ilyen esetben a széklet kőkemény és szinte fehér lesz.
- itt is kihangsúlyozandó egyes hétköznapi gyógyszerek (pl. aszpirin, paracetamol) adásának szigorú tilalma.

## Mérgezések
A mérgezések megelőzésének alapszabálya, hogy soha ne tároljunk mérgező anyagokat és gyógyszereket olyan helyen, ahol a kutya hozzáférhet. Egyes recept nélkül kapható, hétköznapi gyógyszerek a kutya számára végzetesek lehetnek, pl. az Aszpirin, paracetamolkészítmények. Ezekkel sohasem szabad a kutya lázát csillapítani. Végszükség esetén 30 testsúlykilogrammonként fél Algopyrin adható, de csak alkalmilag. Bizonyos ételek (többek között a csokoládé, szőlő, mazsola) is mérgezést vált ki.
A rosszindulatú mérgezések megelőzésében segíthet az idegenektől való élelemmegtagadás megkövetelése a kutyától.
A mérgezett kutya viselkedése megváltozik, mozgása bizonytalanná válik, esetleg bénulásos, vagy görcsös tüneteket mutat, de a hányás a közvélekedéssel szemben nem feltétlenül tünete a mérgezésnek. A patkányméreg általános vérzéseket okoz.

## Genetikai betegségek
- Csípőízületi diszplázia a kutyák leggyakoribb örökletes betegsége. Általában közepes és nagytestű kutyákon jelentkező ízületi elváltozás, amely azt jelenti, hogy a csípőízület nem megfelelően ül a kápában. A betegség általában a kor előrehaladtával romlik, ez azonban megfelelő életmóddal lassítható, illetve a tünetek porcvédő készítményekkel, gyógyszerekkel és műtéttel enyhíthetőek.[18]
- Epilepszia, főként görcsrohamokkal járó idegrendszeri betegség. Népies nevén nyavalyatörés. Lehet örökletes, vagy okozhatja fertőzés, anyagcserezavar, vagy egyéb betegség szövődménye.[19]
- Farkastorok esetén a kutya szájpadlása kettéhasadt, gyakran nyúlszájjal együtt jelentkezik. A farkastorokkal született kölykök életképtelenek.[20]